# 1522 Kokkola
1522 Kokkola este un asteroid din centura principală, descoperit pe 18 noiembrie 1938, de Liisi Oterma.